# Coupe du Liechtenstein de football 2012-2013
Navigation
Édition précédente Édition suivante
La coupe du Liechtenstein 2012-2013 de football est la 68e édition de la Coupe nationale de football, la seule compétition nationale du pays en l'absence de championnat. Le vainqueur de la compétition se qualifie pour le premier tour préliminaire de la Ligue Europa 2013-2014.
Elle débute le 21 août 2012 et se conclut le 1er mai 2013 avec la finale disputée au Rheinpark Stadion de Vaduz.
Les sept équipes premières du pays ainsi que plusieurs équipes réserves de ces clubs, soit seize équipes au total, s'affrontent dans des tours à élimination directe.
Événement rarissime puisque le tenant du titre l'USV Eschen/Mauren ne parvient pas à atteindre la finale, s'inclinant en demi-finale à domicile contre le FC Vaduz, qui se qualifie pour la 53e finale de Coupe de son histoire. L'autre finaliste, le FC Balzers, dispute sa première finale depuis 2008 et va chercher à gagner son premier trophée depuis 1997.
La compétition se termine sur une victoire en finale du FC Vaduz à l'issue de la séance de tirs au but.

## Premier tour
Le premier tour concerne les équipes réserves ainsi que le FC Ruggell.
| Date         | Équipe 1             | Résultat | Équipe 2             |
| ------------ | -------------------- | -------- | -------------------- |
| 21 août 2012 | FC Vaduz II          | 1 - 0    | FC Triesenberg II    |
| 22 août 2012 | FC Ruggell II        | 5 - 0    | FC Triesen II        |
| 22 août 2012 | USV Eschen/Mauren II | 0 - 5    | FC Ruggell           |
| 22 août 2012 | FC Balzers III       | 2 - 4    | USV Eschen/Mauren II |

## Deuxième tour
Le deuxième tour voit l'entrée en lice du FC Schaan, du FC Schaan Azzurri, du FC Balzers II et du FC Triesen.
| Date              | Équipe 1             | Résultat | Équipe 2          |
| ----------------- | -------------------- | -------- | ----------------- |
| 26 septembre 2012 | FC Ruggell           | 5 - 3    | FC Schaan Azzurri |
| 26 septembre 2012 | USV Eschen/Mauren II | 1 - 4    | FC Schaan         |
| 2 octobre 2012    | FC Vaduz II          | 0 - 3    | FC Ruggell II     |
| 3 octobre 2012    | FC Triesen           | 2 - 1    | FC Balzers II     |

## Quarts de finale
Les quarts de finale voient l'entrée en lice des demi-finalistes de l'édition précédente : le FC Vaduz, l'USV Eschen/Mauren, le FC Balzers et le FC Triesenberg.
| Date            | Équipe 1      | Résultat | Équipe 2          |
| --------------- | ------------- | -------- | ----------------- |
| 7 novembre 2012 | FC Ruggell    | 0 - 2    | FC Balzers        |
| 7 novembre 2012 | FC Schaan     | 0 - 3    | FC Vaduz          |
| 7 novembre 2012 | FC Triesen    | 0 - 5    | USV Eschen/Mauren |
| 6 novembre 2012 | FC Ruggell II | 0 - 5    | FC Triesenberg    |

## Demi-finales
Les équipes qualifiées à ce stade de la compétition démarreront la prochaine édition directement en quarts de finale. Il s'agit pour la troisième année consécutive des mêmes équipes.
| Date          | Équipe 1          | Résultat | Équipe 2       |
| ------------- | ----------------- | -------- | -------------- |
| 30 mars 2013  | FC Balzers        | 2 - 0    | FC Triesenberg |
| 17 avril 2013 | USV Eschen/Mauren | 0 - 2    | FC Vaduz       |

## Finale
| 1er mai 2013 | FC Vaduz                    | 1 - 1 ap          | FC Balzers               | Rheinpark Stadion, Vaduz                      |                                               |
| 17:00        | Afonso 22e                  |                   | Akyer 31e                | Spectateurs : 1 300 Arbitrage : Nikolaj Hänni | Spectateurs : 1 300 Arbitrage : Nikolaj Hänni |
| 17:00        | Tighazoui · Abegglen · Sara | Tirs au but 3 - 0 | Quintans · Beck · Gubser | Spectateurs : 1 300 Arbitrage : Nikolaj Hänni | Spectateurs : 1 300 Arbitrage : Nikolaj Hänni |